# Sud-africani albi
Sud-africanii albi sau albii sud-africani (în afrikaans Blanke Suid-Afrikaners, în engleză White South African) este un termen generic care se referǎ la un grup de persoane din Africa de Sud, care au descendențǎ Europeanǎ. Este cea mai mare minoritate rasialǎ, dar are un impact cultural și lingvistic major. Albii sud-africani sunt preponderent de origini: olandeză, engleză, germană, franceză și portugheză. Lingvistic, cultural și istoric se împart în douǎ grupuri, vorbitori de afrikaans – Afrikaneri, și vorbitori de engleză – Anglo-africani.

## Istorie
Istoria populației albe din Africa de Sud a început cu mijlocul secolului al XVII-lea și a trecut prin mai multe etape, inclusiv conflicte.
Primii exploratori albi în Africa de Sud au fost portughezii, procesul de populare planificatǎ a fost începutǎ însǎ de cǎtre olandezi în regiunea de astǎzi a orașului Kaapstad. Fondatorul orașului a fost neerlandezul Jan van Riebeeck (1652), nou fondata colonie a susținut o politicǎ de atragere a coloniștilor albi din Europa Rǎsǎriteanǎ. Între 1657-1806, colonia primește primul val de imigranți europeni (hughenoți din Franța, germani, flamanzi, valoni, irlandezi, etc). Noul grup etnic format a cǎpǎtat numele de Afrikaneri. În regiune Kaapstad-ului afrikanerii au fuzionat cu foștii robi, creând o rasă mixtă, de tranziție ("Colorați"). Acum albii trăiesc dispersați în orașe și sate din provinciile Africii de Sud, precum și în treimea sudicǎ a Namibiei. Adevǎrata tragedie pentru Afrikaneri a devenit ocupația britanică din 1806, cînd Imperiul britanic a luat măsuri pentru a elimina limba afrikaans și a impune engleza. La fel populația civilǎ a avut foarte mult de suferit în urma ultimului rǎzboi anglo-bur din 1899-1902.

## Demografie
Apartheidul a fost o încercare disperatǎ a albilor de a păstra puterea, în momentul unei acute crize demografice, care a determinta sfîrșitul acestuia. Astfel, tranziția demografică a populației albe a fost încheiatǎ către mijlocul secolului al XX-lea. Rata de reproducere naturală albilor a scăzut sub nivelul de înlocuire a populației, în timp ce toate celelalte grupuri rasiale (negri, "colorați" și asiatici) au menținut o creștere ridicată a populației. Încurajarea imigrației albilor din alte țari a avut, de asemenea, un efect pe termen scurt (de exemplu, prin atragerea portughezilor din Angola și Mozambic după obținerea independenței celor douǎ în 1975). Câteva decenii și această situație a dus la un colaps al populației albe.

Albii Sud-Africani pe municpalitǎți

Densitatea populației Albe în Africa de Sud

Până la anii 1940, procentajul albilor din Africa de Sud a crescut constant, atingând un maxim de 21,7%, în timp ce cota negrilor a scăzut la 67%, "colorații" și asiaticii – 12%. Însǎ, în ciuda unei creșteri graduale a numărului absolut de albi (în 1991, ei constituiau 5.068.300) proporția lor a scăzut de la 16% (1980), pânǎ la 13,8% (1990), conform recensământului din 2001 – pânǎ la 9,6%. Numărul mediu de copii per femeie – 1,7 (2011).
| An   | Populație | % din populație | % creștere/desc. |
| ---- | --------- | --------------- | ---------------- |
| 1904 | 1.116.800 | 21,6%           | ▬                |
| 1910 | 1.270.000 | 21,7%           | ▲13,7%           |
| 1960 | 3.080.000 | 19,2%           | ▲142,5%          |
| 1970 | 3.792.800 | 17,4%           | ▲23,1%           |
| 1980 | 4.522.000 | 16%             | ▲19,2%           |
| 1991 | 5.068.300 | 13%             | ▲12,1%           |
| 2001 | 4.293.600 | 9,6%            | ▼15,3%           |
| 2011 | 4.586.800 | 8,9%            | ▲6,8%            |
| 2020 | 4.679.770 | 7,9%            | ▲2%              |